# Hollyfood - L'appetito vien guardando
Hollyfood – L'appetito vien guardando è stato un programma televisivo italiano culinario, trasmesso su La5 per 15 puntate dal 5 al 23 novembre 2012 e condotto da Emanuela Folliero.
Sotto l'ausilio dello chef Roberto Valbuzzi, in ogni puntata la Folliero riproponeva in cucina ricette alternate e viste nei film più famosi al mondo.

## Prima edizione
| Puntata | Messa in onda    | Film                              | Ricetta                                                                                          |
| ------- | ---------------- | --------------------------------- | ------------------------------------------------------------------------------------------------ |
| 1       | 5 novembre 2012  | Il diavolo veste Prada            | Sushi apparente al rosmarino e patate leggermente dorate                                         |
| 2       | 6 novembre 2012  | Harry, ti presento Sally...       | Sally's club Sandwich                                                                            |
| 3       | 7 novembre 2012  | Waitress - Ricette d'amore        | Torta “Non posso avere una relazione perché non voglio che mio marito mi ammazzi”                |
| 4       | 8 novembre 2012  | Avatar                            | Omelette dal cuore filante con carotine al burro ed erbette                                      |
| 5       | 9 novembre 2012  | Mrs. Doubtfire - Mammo per sempre | Praline... bocconcini ai tre colori, pomodorini confit verde al basilico                         |
| 6       | 12 novembre 2012 | Rocky Balboa                      | "Cannelloni" di pasta fritta, crema di ricotta, funghi spadellati e prosciutto marinato          |
| 7       | 13 novembre 2012 | Moulin Rouge!                     | Terrina d'anatra, gelatina al satin e croccanti di pane integrale                                |
| 8       | 14 novembre 2012 | I Simpson - Il film               | Ciambelle fai da te: ciambellina al cioccolato, glassa alla vaniglia e panna leggermente montata |
| 9       | 15 novembre 2012 | La neve nel cuore                 | Pasticcio ordinato di Meredith                                                                   |
| 10      | 16 novembre 2012 | Anna and the King                 | Wok regale, code di gambero al lime piccante e maiale in agro                                    |
| 11      | 19 novembre 2012 | Rain Man - L'uomo della pioggia   | Frittelle con sciroppo d'acero di Raymond                                                        |
| 12      | 20 novembre 2012 | Io, robot                         | Torta di patate dolci del robot sentimentale                                                     |
| 13      | 21 novembre 2012 | Thelma & Louise                   | Margarita Messico e libertà                                                                      |
| 14      | 22 novembre 2012 | Frankenstein Junior               | Torta di mele della nonna                                                                        |
| 15      | 23 novembre 2012 | Wall Street                       | Tartare di carne dello squalo della Borsa                                                        |